# Ephedra sinica
Ephedra sinica es una especie de planta fanerógama perteneciente a la familia Ephedraceae.

## Distribución
Es natural del este de Asia, desde el Himalaya al Nepal.

## Descripción
La efedra de China es un arbusto parecido a la cola de caballo siendo natural de China de donde le viene su denominación. Es la más importante de la variedades de efedra siendo empleada desde hace milenios.
Es un pequeño arbusto de 20-40 cm de altura con articuladas ramas de color verde claro.  Las hojas son pequeñas, escamosas, opuestas y están unidas por su base. Las flores son amarillas o verdes y se agrupan en amentos. El fruto es un aquenios con dos carpelos y una semilla en su interior, con brácteas carnosas y similar a una baya roja.

## Toxicidad
Ephedra sinica contiene alcaloides, tales como la efedrina, la pseudoefedrina, la norefedrina y la norpseudoefedrina, cuya ingestión puede suponer un riesgo para la salud.
El consumo de efedra en exceso puede provocar convulsiones, accidente cerebrovascular, ataque al corazón y la muerte. Los riesgos de efectos adversos aumentan con la dosis, si se utiliza coincidiendo con actividades físicas intensas o en combinación con otros estimulantes, incluida la cafeína. Puede causar interacciones con otros fármacos. Está contraindicada en menores de 18 años, mujeres embarazadas y durante la lactancia.
Las evidencias de los riesgos potenciales del consumo de efedra han ido en aumento durante años. Un caso famoso, que sensibilizó a la opinión pública, fue el del jugador profesional de béisbol Steve Bechler, de 23 años, que en 2003 falleció durante un entrenamiento, horas después de haber ingerido un suplemento que contenía altas dosis de efedra. El informe toxicológico concluyó que la efedra "jugó un papel significativo" en su muerte.
En 2004, la Agencia de Drogas y Alimentos de Estados Unidos (FDA o USFDA, por sus siglas en inglés), prohibió la venta de suplementos dietéticos que contengan alcaloides de la efedra. Otros países se han sumado a esta prohibición, tales como Argentina, Canadá, Australia, Nueva Zelanda, los Países Bajos y otros países europeos. No obstante, pese a las prohibiciones y los elevados riesgos del consumo de efedra, a través de Internet se ofrecen a la venta complementos alimenticios que contienen efedra, incluso en combinación con cafeína.

## Usos
El extracto de efedra se utiliza en la medicina alternativa para tratar el asma y otras enfermedades respiratorias. En los Estados Unidos se vendió, hasta su prohibición, como adelgazante y para mejorar el rendimiento deportivo. Datos estadístico de 1999 señalaban que unos 12 millones de personas usaban la efedra.
Un metaanálisis reciente de ensayos controlados concluyó que los efectos sobre la pérdida de peso a corto plazo son modestos, y desconocidos a largo plazo. Por otro lado, no se pudo precisar la influencia sobre el rendimiento atlético, debido a la insuficiencia de evidencias.
Debido a sus efectos adversos, no es aconsejable utilizar la planta de forma casera.

## Taxonomía
Ephedra sinica fue descrita por  Otto Stapf y publicado en Bulletin of Miscellaneous Information Kew 1927(3): 133. 1927.
Etimología
Ephedra: nombre genérico que proviene del griego antiguo: éphedra = "asentada sobre" // según Dioscórides, sinónimo de hippuris = equiseto // en Plinio el Viejo, una planta trepadora afila.
sinica: epíteto geográfico que alude a su localización en China.	
Sinónimos
- Ephedra flava F.P.Sm.
- Ephedra ma-huang T.S.Liu
- (enlace roto disponible en Internet Archive; véase el historial, la primera versión y la última).